# Pavao Pervan
Pavao Pervan (Livno, 1987. november 13. –) osztrák válogatott labdarúgó, a VfL Wolfsburg játékosa.

## Pályafutása

### Klubcsapatokban
A Favoritner AC és a Team Wiener Linien korosztályos csapataiban nevelkedett, majd a Gaswerk/Straßenbahn és a Schwechat amatőr csapatainak volt a játékosa. 2007 és 2010 között Lustenau 07 csapatát erősítette, majd rövid ideig a Pasching játékosa is volt. 2010. július 5-én kötött szerződést a LASK Linz csapatával. 2018 nyarán a német VfL Wolfsburg csapatába szerződütt, 2021-ig szóló szerződést aláírva. Szeptember 1-jén a Bayer Leverkusen ellen debütált a Bundesligában.

### A válogatottban
2017-ben többször is a kispadon kapott lehetőséget az osztrák válogatottban. 2019. november 19-én mutatkozott be Lettország ellen 1–0-ra elvesztett 2020-as labdarúgó-Európa-bajnokság selejtező mérkőzésen.

## Statisztika

### Válogatott
2021. március 31-én frissítve.
| Ausztria | Ausztria        | Ausztria |
| Év       | Pályára lépések | Gólok    |
| -------- | --------------- | -------- |
| 2017     | 0               | 0        |
| 2018     | 0               | 0        |
| 2019     | 1               | 0        |
| 2020     | 6               | 0        |
| 2021     | 0               | 0        |
| Összesen | 7               | 0        |

## Sikerei, díjai
- LASK Linz II
  - Regionalliga Mitte: 2010–11

- LASK Linz
  - Regionalliga Mitte: 2012–13, 2013–14
  - Osztrák 2. Liga bajnok: 2016–17